# Moussa Maazou
Moussa Maazou, né le 25 août 1988 à Niamey (Niger), est un footballeur international nigérien qui évolue au poste d'avant-centre au FC Belval Belvaux.

## Biographie

### En club

#### Début de carrière
Il commence sa carrière avec le club nigérien ASFAN dès 2005. Il se distingue pendant les saisons 2005-2006 et 2006-2007. En janvier 2008, il signe en Belgique au KSC Lokeren ; lors de la saison 2008-2009, il marque 14 buts en 17 matchs, ce qui fait de lui le deuxième meilleur buteur de la première division belge (le premier étant Dieumerci Mbokani avec 15 unités).

#### Départ en Russie
Le 3 janvier 2009, malgré l'intérêt du PSG, il signe en faveur du CSKA Moscou pour un montant de 4 à 5 millions d'euros ; dans un premier temps le transfert est prévu pour la fin de saison alors que le club russe souhaitait disposer de son nouveau joueur dès le mois de mars 2009. Le 1er mars 2009, il est expulsé pour avoir poussé au sol Stef Wils, défenseur du KAA La Gantoise. Il explique son geste en affirmant que Wils l'avait traité de « sale nègre », ce que celui-ci nie, déclarant : « J'ai fait une remarque après une faute de Carevic, Maazou s'est approché de moi et je lui ai dit : Si ça ne te convient pas, pars à Moscou ». 
Malgré cet incident, son transfert à Moscou est finalisé, les deux clubs ayant trouvé un accord pour que le joueur rejoigne le CSKA dès le 12 mars 2009, dernier jour du marché des transferts en Russie.
Il joue son premier match avec le CSKA le 12 avril 2009 contre le MFK Lokomotiv. Il entre à la 70e minute et marque pour sa première apparition à la 87e minute. 
Il ne joue pas contre le VfL Wolfsburg le 15 septembre 2009 pour le premier match du Groupe B de la Ligue des champions car l'entraîneur Juande Ramos préfère aligner Tomáš Necid et Guilherme. Il déclare vouloir en conséquence quitter le club moscovite au plus vite, et critique son entraineur en ces termes : « Je suis arrivé pour jouer la Ligue des champions pas pour la regarder du banc. L'entraîneur m'a humilié. Ce que je n'accepte pas ». Il ne joue pas non plus le second match contre Beşiktaş (victoire 2-1).

#### Prêt à l'AS Monaco
Ne parvenant pas à s'imposer en Russie, il est prêté le 12 janvier 2010 pour six mois avec option d'achat de 4,5 millions d'euros à l'AS Monaco. Il intègre pour la première fois le groupe professionnel lors du déplacement à Paris le 20 janvier 2010 peu de temps après son arrivée sur le Rocher.
Il inscrit son premier but avec l'ASM lors de la victoire à Bordeaux (2-0) en huitièmes de finale de la Coupe de France le 10 février 2010, puis marque contre Marseille, Boulogne-sur-Mer et Sochaux pour la victoire en quart de finale. Il permet également à l'AS Monaco de se qualifier pour la finale de la Coupe de France en inscrivant en prolongation le but de la victoire de l'ASM face au RC Lens sur un centre de Nenê après être entré en jeu 10 minutes plus tôt. Maazou a été, dès son arrivée, surtout utilisé par Guy Lacombe comme joker. Il a inscrit 8 buts en 20 apparitions.
À l'issue de cette saison, les dirigeants de l'AS Monaco choisissent de ne pas lever l'option d'achat estimée entre 5 et 6 millions d'euros. Moussa Maazou retourne provisoirement au CSKA Moscou.

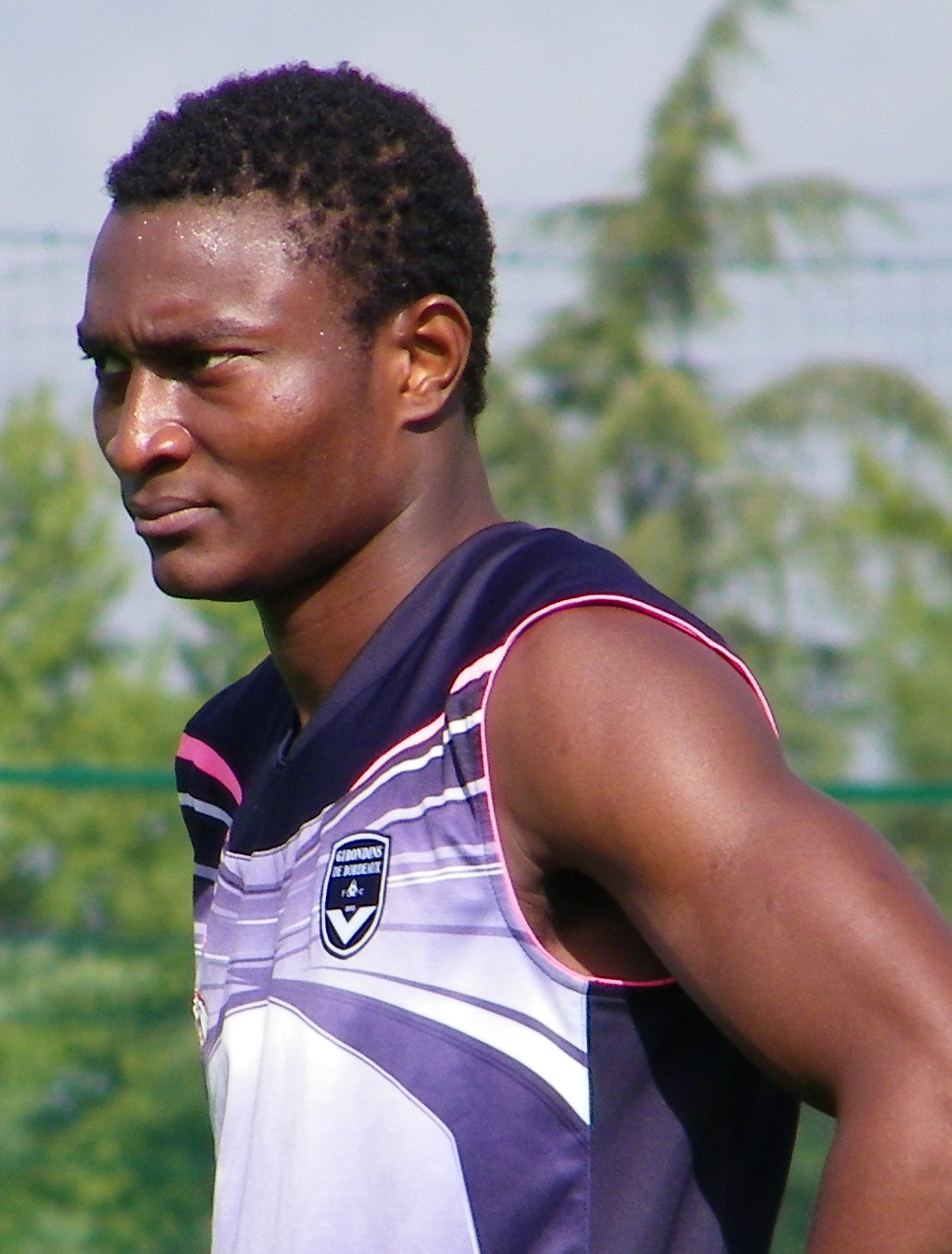
Maazou à l'entraînement avec Bordeaux en 2011.

#### Échec aux Girondins de Bordeaux
Le 25 août 2010, il est prêté aux Girondins de Bordeaux pour une année avec option d'achat. Il joue son premier match avec Bordeaux quatre jours plus tard, en rentrant à la 64e minute de jeu face à Marseille. Il marque son premier et unique but avec Bordeaux lors de la 14e journée, qui permet aux Girondins d'arracher un match nul à la 85e minute de jeu.
En janvier 2011, il accorde au journal 20 minutes une interview au cours de laquelle il tient des propos qui choquent les dirigeants et les supporters bordelais, répondant notamment à une question évoquant la déception des supporters par rapport à ses performances : « S’ils sont déçus, c’est leur problème, je m’en bats les couilles. Moi, je suis tranquille, j’ai mon contrat à Moscou. ». Le 25 janvier 2011, le président bordelais Jean-Louis Triaud annonce que le joueur a été sanctionné et qu'il ne portera probablement plus le maillot girondin.

#### Retour à Monaco
Une solution à la situation intenable de Maazou à Bordeaux est trouvée le 28 janvier 2011 sous la forme d'un nouveau prêt de six mois à l'AS Monaco.
Le 30 janvier 2011, il fait sa première apparition en remplaçant à la 69e minute Park Chu-young, lors du match Monaco-Marseille (0-0). Le lendemain, des examens sont pratiqués en raison d'une douleur qu'il ressent à un genou. Une grave entorse du genou droit avec rupture des ligaments est décelée, ce qui engendre une période d'indisponibilité estimée à six mois,. Il n'aura donc disputé que 21 petites minutes avec l'ASM et quitte le club en fin de saison.

#### Retour en Belgique
Toujours indésirable au CSKA, il est prêté aux Belges du SV Zulte Waregem pour la saison 2011-2012. Il ne brille guère pour son retour en Belgique, se faisant plutôt remarquer pour avoir regagné le club avec une semaine de retard sans explication après une sélection internationale et par une déclaration dans laquelle il estime n'avoir « rien à envier à un joueur du Real ou du Barça ». Déçus par le rendement du joueur, les dirigeants de Waregem annoncent mi-décembre 2011 qu'ils cherchent à s'en séparer rapidement.

#### Prêt au Mans
Après seulement cinq matchs avec le SV Zulte Waregem, Maazou quitte la Belgique et revient à nouveau en France, le CSKA l'ayant prêté pour six mois au Mans FC avec une option pour un prêt d'un an supplémentaire.

#### Transfert à l'Étoile sportive de Sahel puis au Portugal
Le 4 juillet 2012, l'attaquant international nigérien signe un contrat de trois ans en faveur de l'Étoile du Sahel. Il rejoint à l'issue de cette saison le club portugais du Vitória Guimarães qu'il quitte en août 2014 pour un autre club portugais, le CS Marítimo.

#### L'expérience chinoise puis retour en Europe (2016)
Le 17 février 2016, après une pige d'un an en Chine au Changchun Yatai, il rejoint de nouveau l'Europe et plus particulièrement le Danemark où il s'engage avec le Randers FC.

#### AC Ajaccio (2016-2017)
À la fin du mois de juillet 2016, il change à nouveau de club pour rejoindre l'AC Ajaccio. Il y réalise deux doublés en l'espace de trois mois, et termine la saison avec 7 réalisations en 35 matchs de championnat.

#### RC Lens
Le 31 août 2017, il signe un contrat de trois ans au Racing Club de Lens. Il ouvre son compteur le 18 septembre 2017 face à l'US Quevilly-Rouen dans une victoire 2-0.

#### AC Ajaccio (prêt)
Après une demi-saison où il ne trouve le chemin des filets qu'une fois en 12 matchs de Ligue 2 disputés, il est prêté à l'AC Ajaccio, son ancien club. Ayant commencé la saison avec le club corse, il ne pouvait pas rejoindre un autre club du fait de la restriction de la FIFA empêchant un joueur d'évoluer dans plus de deux clubs dans une même saison.
Il participe aux barrages d'accession à la Ligue 1 mais échoue à faire remonter l'ACA.

#### Retour à Lens
De retour à l'intersaison après un prêt peu fructueux dans son ancien club, il est mis à l'écart en compagnie de Filip Marković et échoue à trouver une porte de sortie lors du mercato estival.
La saison 2018/2019 se révèle délicate et le joueur ne participe qu'à seulement 2 matchs en championnat. Par conséquent, Le 21 décembre 2018, il résilie d'un commun accord son contrat le liant au RC Lens.

### En équipe nationale
Moussa Maazou débute avec le Niger le 31 mai 2008 dans un match contre l'Ouganda. Il est l'artisan de la victoire du Niger face au septuple champion d'Afrique, l'Égypte (1-0) lors du match comptant pour les éliminatoires Coupe d'Afrique des nations de football 2012, le 10 octobre 2010 à Niamey. Lors de la 5e journée de ces mêmes éliminatoires, il inscrit un but lors de la victoire des siens contre l'Afrique du Sud, ce qui propulse le « Mena » en tête du groupe contenant l'Égypte, l'Afrique du Sud et le Sierra Leone.

#### Buts internationaux
| Buts | Date             | Lieu    | Adversaire         | Score | Résultat | Compétition             |
| ---- | ---------------- | ------- | ------------------ | ----- | -------- | ----------------------- |
| 1.   | 21 novembre 2007 | Malabo  | Guinée équatoriale | 0-1   | 1-1      | Amical                  |
| 2.   | 10 octobre 2010  | Niamey  | Égypte             | 1-0   | 1-0      | Qualifications CAN 2012 |
| 3.   | 17 novembre 2010 | Tripoli | Libye              | 1-1   | 1-1      | Amical                  |
| 4.   | 10 août 2011     | Niamey  | Togo               | 1-2   | 3-3      | Amical                  |
| 5.   | 10 août 2011     | Niamey  | Togo               | 2-3   | 3-3      | Amical                  |
| 6.   | 4 septembre 2011 | Niamey  | Afrique du Sud     | 2-0   | 2-1      | Qualifications CAN 2012 |
| 7.   | 6 septembre 2014 | Niamey  | Cap-Vert           | 1-3   | 1-3      | Qualifications CAN 2015 |

## Statistiques détaillées
| Saison                | Club                         | Championnat           | Championnat | Championnat | Coupe nationale | Coupe nationale | Coupe de la Ligue | Coupe de la Ligue | Supercoupe | Supercoupe | Compétition(s) continentale(s) | Compétition(s) continentale(s) | Compétition(s) continentale(s) | Niger | Niger | Total | Total |
| Saison                | Club                         | Division              | M.          | B.          | M.              | B.              | M.                | B.                | M.         | B.         | Comp.                          | M.                             | B.                             | M.    | B.    | M.    | B.    |
| 2005                  | ASFAN                        | Ligue 1               | 30          | 17          | -               | -               | -                 | -                 | -          | -          | -                              | -                              | -                              | -     | -     | 30    | 17    |
| 2006                  | ASFAN                        | Ligue 1               | 34          | 20          | -               | -               | -                 | -                 | -          | -          | -                              | -                              | -                              | -     | -     | 34    | 20    |
| 2007                  | ASFAN                        | Ligue 1               | 15          | 11          | -               | -               | -                 | -                 | -          | -          | -                              | -                              | -                              | -     | -     | 15    | 11    |
| 2007-2008             | KSC Lokeren                  | Jupiler Pro League    | 8           | 1           | -               | -               | -                 | -                 | -          | -          | -                              | -                              | -                              | 4     | 0     | 12    | 1     |
| 2008-2009             | KSC Lokeren                  | Jupiler Pro League    | 23          | 14          | 1               | 0               | -                 | -                 | -          | -          | -                              | -                              | -                              | 1     | 0     | 25    | 14    |
| 2009                  | CSKA Moscou                  | Premier Liga          | 15          | 3           | 4               | 0               | -                 | -                 | -          | -          | C1                             | -                              | -                              | -     | -     | 19    | 3     |
| 2009-2010             | AS Monaco (prêt)             | Ligue 1               | 18          | 5           | 4               | 3               | -                 | -                 | -          | -          | -                              | -                              | -                              | -     | -     | 22    | 8     |
| 2010-2011             | Girondins de Bordeaux (prêt) | Ligue 1               | 60          | 1           | -               | -               | 1                 | 0                 | -          | -          | -                              | -                              | -                              | 3     | 2     | 64    | 3     |
| 2010-2011             | AS Monaco (prêt)             | Ligue 1               | 1           | 0           | -               | -               | -                 | -                 | -          | -          | -                              | -                              | -                              | -     | -     | 1     | 0     |
| 2011-2012             | CSKA Moscou                  | Premier Liga          | 15          | 3           | 4               | -               | -                 | -                 | -          | -          | -                              | -                              | -                              | 1     | 2     | 20    | 5     |
| 2011-2012             | SV Zulte Waregem (prêt)      | Jupiler Pro League    | 4           | 0           | 1               | 0               | -                 | -                 | -          | -          | -                              | -                              | -                              | 4     | 1     | 9     | 1     |
| 2011-2012             | Le Mans FC (prêt)            | Ligue 2               | 15          | 2           | -               | -               | -                 | -                 | -          | -          | -                              | -                              | -                              | 6     | 0     | 21    | 2     |
| 2011-2012             | Étoile du Sahel              | LP 1                  | 2           | 0           | -               | -               | -                 | -                 | -          | -          | -                              | -                              | -                              | 12    | 2     | 14    | 2     |
| 2012-2013             | Étoile du Sahel              | LP 1                  | 10          | 3           | -               | -               | -                 | -                 | -          | -          | LCC                            | 3                              | 0                              | -     | -     | 13    | 3     |
| 2013-2014             | Vitória Guimarães            | Primeira Liga         | 25          | 4           | 1               | 0               | 1                 | 0                 | 1          | 0          | C3                             | 5                              | 2                              | 1     | 0     | 34    | 6     |
| 2014-2015             | Marítimo Funchal             | Primeira Liga         | 18          | 9           | 2               | 1               | 3                 | 1                 | -          | -          | -                              | -                              | -                              | 4     | 1     | 27    | 12    |
| 2015                  | Changchun Yatai              | CSL                   | 26          | 6           | -               | -               | -                 | -                 | -          | -          | -                              | -                              | -                              | 5     | 4     | 31    | 10    |
| 2015-2016             | Randers FC                   | Superligaen           | 10          | 1           | 1               | 0               | -                 | -                 | -          | -          | -                              | -                              | -                              | 3     | 0     | 14    | 1     |
| 2016-2017             | AC Ajaccio                   | Ligue 2               | 35          | 7           | 3               | 2               | 1                 | 0                 | -          | -          | -                              | -                              | -                              | 2     | 0     | 41    | 9     |
| 2017-2018             | AC Ajaccio                   | Ligue 2               | 22          | 2           | -               | -               | 1                 | 0                 | -          | -          | -                              | -                              | -                              | -     | -     | 23    | 2     |
| 2017-2018             | RC Lens                      | Ligue 2               | 11          | 1           | -               | -               | -                 | -                 | -          | -          | -                              | -                              | -                              | -     | -     | 11    | 1     |
| 2018-2019             | Ohod Club                    | Ligue Pro             | 4           | 1           | -               | -               | -                 | -                 | -          | -          | -                              | -                              | -                              | -     | -     | 4     | 1     |
| Total sur la carrière | Total sur la carrière        | Total sur la carrière | 341         | 108         | 17              | 6               | 7                 | 1                 | 1          | 0          | -                              | 8                              | 2                              | 46    | 12    | 420   | 129   |

## Palmarès
- Vainqueur de la Coupe de Russie en 2009 avec le CSKA Moscou.
- Finaliste de la Coupe de France en 2010 avec l'AS Monaco.